# Аромат (квантове число)
Аромати — загальна назва для квантових чисел, що розрізняють елементарні частинки, подібні за рештою параметрів. Наприклад, існують три види елементарних лептонів: електрон, мюон і тауон. Всі вони мають заряд -1 і лептонне число +1. Вони подібні в усьому, крім маси і часу життя. Тому в Стандартній моделі вважається, що ці три частинки є ароматними станами однієї частинки. 
Аналогічно є три аромати нейтрино, верхнього кварка (u, c, t) і нижнього кварка (d, s, b).
Аромати зберігаються при сильній і електромагнітній взаємодії, але можуть не зберігатися у слабкій взаємодії. Сильна і електромагнітна взаємодії не залежать від аромату, і тому називаються флейворно універсальними.
Розділ фізики, який займається вивченням ароматів, називається флейворною фізикою.
Іноді до ароматів відносять і комбінації простих ароматів, такі як ізоспін.